# Straight-acting
 (mai 2022).
Le straight-acting est un terme anglophone (signifiant littéralement « performance hétero ») désignant une personne homosexuelle qui cache tous les indices extérieurs pouvant supposer son orientation sexuelle. Ce terme se réfère surtout à des stéréotypes sur les homosexuels (habillement, apparence, maniérisme, etc.), ce qui fait que son usage est souvent controversé et considéré comme offensant.
Bien que l'étiquette soit utilisée presque exclusivement aux hommes homosexuels et bisexuels, elle peut également être utilisée pour décrire une femme lesbienne ou bisexuelle présentant une apparence et des manières féminines.

## Propositions d'explications et de critiques
La spécialiste en communication culturelle Shinsuke Eguchi (2009) propose d'expliquer l'émergence du phénomène de straight-acting « parce que certains hommes gays veulent atteindre une masculinité hégémonique pour surmonter les images efféminées gays ». Eguchi et Tim Berling l'associent au contexte général de la sissyphobie — la norme culturelle dominante qui dénigre les hommes efféminés, qui ne se limite pas à la culture gay. Dans « Negotiating Sisyphobia: A critical/ interpretive analysis of one 'femme' gay Asian body in the heteronormative world »(2011), Shinsuke Eguchi écrit : « j'ai commencé à voir que la manifestation discursive de la sissyphobie n'est pas que les hommes gais féminins sont peu attirants et indésirables. Au contraire, ces homosexuels qui straight-act aimeraient présenter une face masculine 'hétéronormative' dans leurs interactions sociales avec les autres » (p. 50).
Le chroniqueur de conseils sexuels Dan Savage a commenté la popularité du terme « straight-acting » dans les publicités personnelles gays, critiquant à la fois la pratique et l'idée qu'un homme cherchant une relation gay par le biais d'une publicité personnelle gay agit de manière hétéro. Les défenseurs du terme soutiennent qu'il se réfère simplement à ses manières et que l'isolement par les critiques du mot « acting » dans la phrase déforme le sens voulu de celle-ci. L'utilisation du terme lui-même a été qualifiée de préjudiciable à la communauté LGBT, car elle associe certains attributs à l'homosexualité.
Les hommes qui utilisent l'expression « straight-acting » peuvent avoir du ressentiment à l'idée que certains critiques affirment que le terme implique qu'ils jouent un rôle et ne sont pas eux-mêmes.

## QUASH
Queers United Against Straight Acting Homosexuals (QUASH) était l'organisation de Chicago qui a publié, dans son bulletin d'information en 1993, un article souvent cité à ce sujet, titré « L'assimilation nous tue, combattons pour un front queer uni ». L'article appelle à un nouvel ordre dans nos systèmes sociaux sexués pour être inclusif et n'exclure personne de la libération, défiant le pouvoir et les privilèges des membres dominants de la société. Un article similaire à « L'assimilation nous tue », publié un an plus tard, intitulé « QUASH, toujours debout pour Queers United Against Straight-Acting », a utilisé le même concept de rejet des protocoles genrés établis en affirmant, en particulier, qu'il peut y avoir des institutions meilleures et plus variées que le couple et le mariage.